# Déborah Anthonioz
Déborah Anthonioz (født 29. august 1978 i Thonon-les-Bains, Haute-Savoie) er en fransk snowboarder, der deltog i vinter-OL i 2006, 2010 og 2014 for Frankrig. Hun vandt én sølvmedalje ved vinter-OL 2010 i disciplinen Snowboard Cross.